# 朱厚𤑐
漢陽溫惠王朱厚𤑐（1537年8月14日—1582年2月2日），號安仁子，明朝衡藩唯一一代漢陽王，衡恭王朱祐楎的庶第七子，母次妃戴氏。

## 生平
嘉靖十六年七月初九日（1537年8月14日）生。嘉靖二十五年十二月二十六日（1547年1月17日），明世宗遣武平伯陳大策、兵科給事中劉學易前往山東青州府，冊封朱厚𤑐為漢陽王。
萬曆十年正月初十日（1582年2月2日），朱厚𤑐去世，享年四十六歲，諡號溫惠。一年後，嫡第二子漢陽王長子朱載塵未及襲爵即卒。因無後，漢陽王的封爵被廢除。萬曆二十二年（1594年），朱厚𤑐之妃傅氏討得鎮國將軍朱常厡入府奉祀。

## 家庭

### 妻
- 傅氏（1535年－1616年），益都縣人，東城兵馬副指揮傅鶴女，嘉靖三十三年（1554年）封漢陽王妃。

### 妾
- 王氏，封漢陽王夫人，生第二女。

### 子
- 嫡第一子：夭折
- 嫡第二子：漢陽王長子朱載塵

### 女
- 嫡第一女：淄川縣主，儀賓許存名
- 庶第二女：嫁昌樂縣儒生劉紹紀

### 奉祀者
- 繼曾孫：鎮國將軍朱常厡，衡定王朱翊鑊之子[3]

## 墓葬
萬曆十年十二月十八日（1583年1月11日），朱厚𤑐葬於山東青州府益都縣興龍山之原（在今山東省青州市）。壙誌現藏於青州市博物館，誌、蓋均為青石質，邊長68厘米，厚10厘米。

[誌蓋]

大朙衡國漢陽温惠王之壙誌

[誌文]

皇明衡藩漢陽温惠王壙誌

　　王諱厚𤑐，號安仁子，乃

憲宗純皇帝之孫，　衡恭王之子。　母次妃戴氏。　王生于嘉靖丁酉七月初九

　　日。嘉靖丙午十二月二十六日，　制遣武平伯陳大策、兵科給事中劉學易，

冊封為漢陽王。

皇帝制曰：天子之衆子必封爲王，諸王之衆子必封爲郡王，世世相傳，此

太祖高皇帝之制也。朕祗承

祖訓，篤叙親親，兹封衡恭王庶第七子厚𤑐爲漢陽王。夫爲子莫先乎孝，爲臣莫

　　大乎忠。惟忠惟孝，可以立身。而永禄尚克時忱，以膺寵命。汝其欽哉！萬曆壬

　　午正月初十日，以疾薨於正寢，享年四十六歲。

冊封妃傅氏生嫡嗣載塵，　封爲長子，選配夫人崔氏。長女　封爲淄川縣主，選

　　配儀賓許存名。妾媵王氏生次女，幼，未請封。

上聞訃哀悼，輟視朝一日。自聞喪七七十旬窀穸，遣中書科中書舍人鄭廷昇諭

　　祭。週歲、再週禫祭，遣山東布政司官諭祭。在京文官禮部尚書徐學謨等，武

　　官後軍都督府定國公徐文璧等，皆致祭焉。

命有司治喪葬如制，　賜謚温惠。　制曰：朕惟先王之典，生既有爵，没必有謚。爵

　　以貴其身，謚以表其行也。爾漢陽王厚𤑐，乃衡恭王之子，早膺封爵，安享貴

　　榮。倏爾云亡，良用悼惜。爰稽往行，　賜謚曰温惠。靈其有知，尚克歆服。臨葬，

賜龍鉤大紅紵絲金字銘旌。以萬曆壬午十二月十八日，葬于益都縣興龍山之

　　原。嗚呼！　王以　宗室至親，爲國藩輔，茂膺封爵，貴富兼隆。兹以令終，夫復

　　何憾。爰述其㮣，納諸幽壙，用垂不朽云。